# Коституционе (Венеција)
Коституционе (итал. Costituzione) је насеље у Италији у округу Венеција, региону Венето.
Према процени из 2011. у насељу је живело 2 становника. Насеље се налази на надморској висини од 6 м.